# Cère (Landes)
Cère é uma comuna francesa na região administrativa da Nova Aquitânia, no departamento de Landes. Estende-se por uma área de 39,87 km². Em 2010 a comuna tinha 418 habitantes (densidade: 10,5 hab./km²).